# Peperomia trichomanoides
Peperomia trichomanoides är en pepparväxtart som beskrevs av M.H. Grayum. Peperomia trichomanoides ingår i släktet peperomior, och familjen pepparväxter. Inga underarter finns listade i Catalogue of Life.